# Rüsselsheim Razorbacks
| Ewige GFL Bilanz | Ewige GFL Bilanz | Ewige GFL Bilanz | Ewige GFL Bilanz | Ewige GFL Bilanz | Ewige GFL Bilanz | Ewige GFL Bilanz | Ewige GFL Bilanz | Ewige GFL Bilanz | Ewige GFL Bilanz | Ewige GFL Bilanz | Ewige GFL Bilanz |
| Jahr             | Gesamt           | Gesamt           | Gesamt           | Heim             | Heim             | Heim             | Ausw.            | Ausw.            | Ausw.            | TD-Verhältnis    |                  |
| Jahr             | S                | N                | U                | S                | N                | U                | S                | N                | U                | TD-Verhältnis    |                  |
| ---------------- | ---------------- | ---------------- | ---------------- | ---------------- | ---------------- | ---------------- | ---------------- | ---------------- | ---------------- | ---------------- | ---------------- |
| 1996             | 2                | 8                | 0                | 2                | 3                | 0                | 0                | 5                | 0                | 220:288          |                  |
| 1997             | 2                | 8                | 0                | 1                | 4                | 0                | 1                | 4                | 0                | 171:303          |                  |
| 1998             | 8                | 3                | 1                | 4                | 2                | 0                | 4                | 1                | 1                | 296:176          |                  |
| 1999             | 9                | 3                | 0                | 5                | 1                | 0                | 4                | 2                | 0                | 378:296          |                  |
| 2000             | 6                | 6                | 0                | 3                | 3                | 0                | 3                | 3                | 0                | 207:304          |                  |
| 2001             | 6                | 6                | 0                | 3                | 3                | 0                | 3                | 3                | 0                | 428:436          |                  |
| 2002             | 9                | 3                | 0                | 5                | 1                | 0                | 4                | 2                | 0                | 409:216          |                  |
| 2003             | 9                | 3                | 0                | 5                | 1                | 0                | 4                | 2                | 0                | 515:304          |                  |
| Gesamt           | 51               | 40               | 1                | 28               | 18               | 0                | 23               | 22               | 1                | 2624:2393        |                  |

Die Rüsselsheim Razorbacks, von 2002 bis 2006 Rhein-Main Razorbacks, aus Rüsselsheim am Main in Hessen, waren ein American Sports Club für American Football.

## Geschichte
Im Jahr 1989 wurden die Rüsselsheim Razorbacks als Abteilung der TG Rüsselsheim gegründet, im darauf folgenden Jahr (1990) folgte die Aufnahme in den American Football Verband Hessen (AFVH).
1991 folgte die erste reguläre Spielsaison in der Verbandsliga Rheinland-Pfalz/Hessen, in der die Razorbacks mit 10:2 Punkten Meister wurden und in die Regionalliga Mitte aufstiegen.
Die Saison 1992 wurde als dritter der Regionalliga Mitte abgeschlossen. 1993 wurde der Aufstieg in die 2. Bundesliga erreicht, in der das Team 1994 den dritten Platz erreichte. Bei dem ersten Internationalen Auftritt der Rüsselsheim Razorbacks ging es gegen den belgischen Meister Brüssel Raiders.
1995 wurde die Saison als ungeschlagener Meister der 2. Bundesliga Süd abgeschlossen und der Aufstieg in die 1. Bundesliga, der heutigen German Football League (GFL), erreicht.
1996 gewann das Team den Hessenpokal, und erreichte den fünften Platz im ersten Bundesligajahr. Die Saison 1997 wurde erneut als fünfter beendet. Von 1998 bis 2003 nahmen die Razorbacks jeweils an den Playoffs der GFL teil und wurden 1999, 2002 und 2003 jeweils Südmeister. 2002 benannte sich das Team in Rhein-Main Razorbacks um.
Obwohl für das Jahr 2004 bereits die Lizenz seitens des American Football Verband Deutschland zur Teilnahme an der GFL vorlag, zog sich die Herrenmannschaft unmittelbar vor Beginn der Saison aus dem Spielbetrieb der GFL zurück und löste sich zunächst auf. Im Herbst 2005 wurde eine neue Herrenmannschaft aufgebaut, die im Jahr 2006 in der Aufbauliga Mitte spielte und den dritten Platz belegte. Im Dezember 2006 beschloss der Verein, sich in Rüsselsheim Razorbacks umzubenennen und somit wieder den ursprünglichen Namen zu tragen.
Der Verein wurde 2010 geschlossen.

## Sportliche Abteilungen
- 1st Team: Herrenfootball
- Juniors Team: Jugendfootball (A und B Jugend)
- Flag: Jugendflagfootball
- Ladybacks: Cheerleading

## Spielort/Stadion
Die Rüsselsheim Razorbacks trugen ihre Heimspiele im Stadion am Sommerdamm in Rüsselsheim am Main aus.